# Zehnthaus (Stockheim)

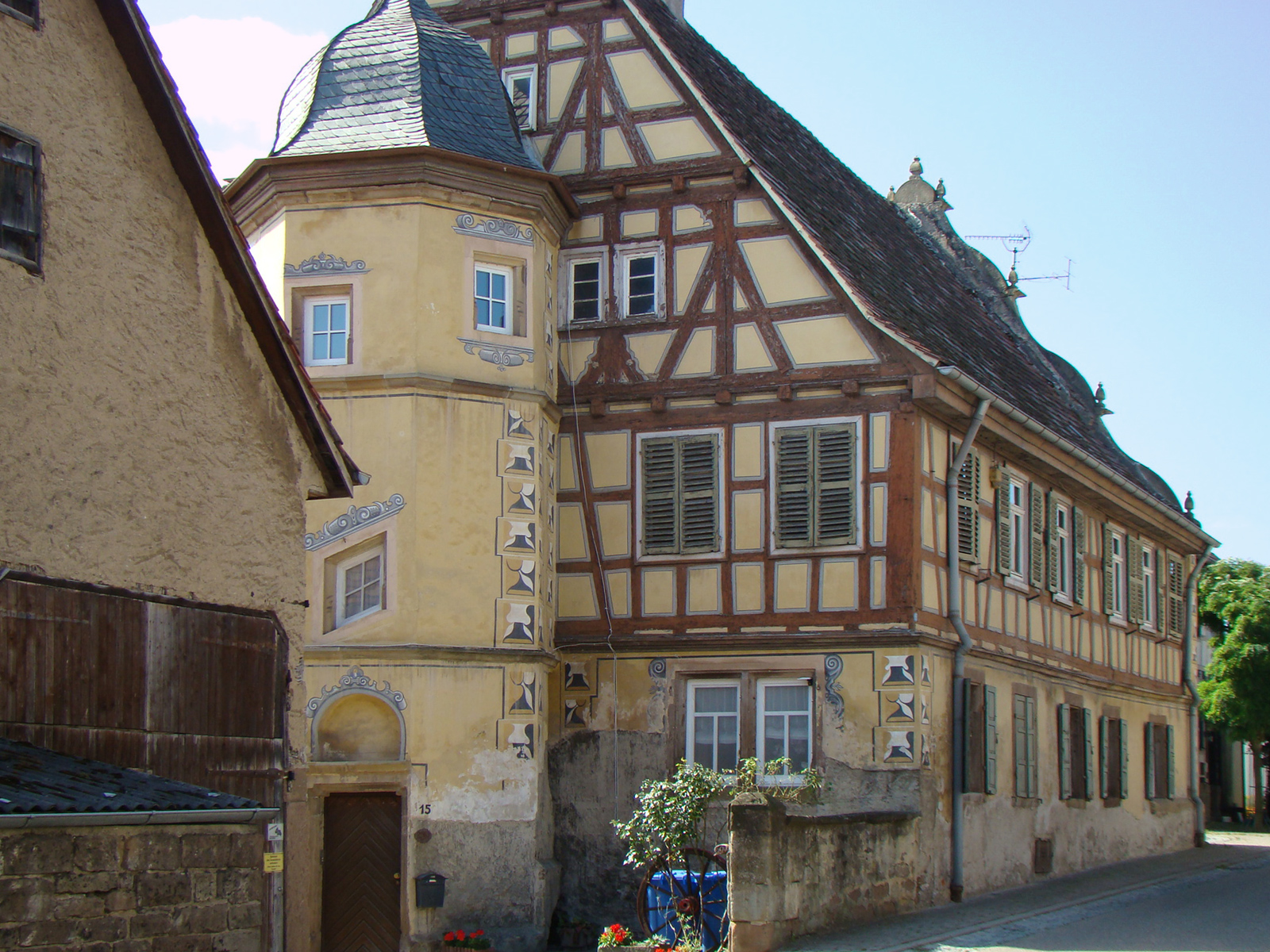
Zehnthaus des Deutschen Ordens in Stockheim, Ansicht von Nordosten mit vorgebautem Wendelstein

Das Zehnthaus in Stockheim, einem Stadtteil von Brackenheim im Landkreis Heilbronn in Baden-Württemberg, wurde 1604 unterhalb von Schloss Stocksberg vom Deutschen Orden errichtet. Das Gebäude steht unter Denkmalschutz.

## Geschichte
Nachdem im Bauernkrieg von 1525 das Schloss Stocksberg oberhalb von Stockheim zerstört worden war, wurde es unter Deutschmeister Heinrich von Bobenhausen (Amtszeit 1572–1590) neu erbaut. Wenige Jahre nach dem Schlossneubau wurden auch die Verwaltungsgebäude des Ordens im am Fuße des Schlossbergs liegenden Ort neu errichtet. Im Jahr 1604 entstanden dabei das Amtshaus für den vom Deutschorden eingesetzten Schultheiß (das spätere Stockheimer Rathaus) und das in ungefähr 100 Meter Entfernung am westlichen Ortsende an der Straße nach Kleingartach gelegene Zehnthaus. Aufgrund verschiedener baulicher Spezifika wird auch das in der Nähe befindliche Haus John an der Ecke Pfarr- und Kurze Straße zur Deutschordens-Bautätigkeit der Jahre 1604/05 in Stockheim gezählt.

## Beschreibung
Das Gebäude wurde längs der vom Ort aus nach Westen verlaufenden Straße nach Kleingartach errichtet. Es hat ein steinernes Untergeschoss und ein Fachwerkobergeschoss, der Dachstuhl ist als zweigeschossiger Fruchtboden ausgebaut.
Das markanteste Baumerkmal des Zehnthauses ist der als echter Wendelstein ausgeführte Treppenturm an der östlichen Giebelseite mit einem aufschrägenden Fenster, wie er mit drei aufschrägenden Fenstern auch am Schloss zu finden ist. Der Turm ist von einem Dachhelm mit Spitze und Knolle bedeckt. Die Turmseiten sind mit plastisch wirkenden Quaderflächen bemalt.
Die westliche Giebelseite des Gebäudes ist als Volutengiebel ausgestaltet, dessen drei Voluten jeweils von Vasen bekrönt werden. Bis auf die westliche Giebelseite sind die restlichen drei Seiten des Gebäudes in Fachwerkbauweise ausgeführt.
Neben dem im Fuß des Treppenturms befindlichen Portal befindet sich im Untergeschoss der östlichen Giebelseite ein hochrechteckiges Doppelfenster. Diese Kombination aus Portal und benachbartem Doppelfenster ist auch beim Amtshaus (d. h. Rathaus) und beim Haus John anzutreffen. Eine weitere bauliche Übereinstimmung sind die ähnlichen Fußbänder der Gebäude, die mit ihren Nasen und Auskehlungen in derselben Reihenfolge von links nach rechts in die Giebelseite versetzt sind. Der Deutschorden gilt als gemeinsamer Bauherr aller drei Gebäude, ein gemeinsamer Baumeister scheint denkbar.